# Габрово (община Струмица)
Вижте пояснителната страница за други значения на Габрово.
Габрово (на македонска литературна норма: Габрово) е село в община Струмица на Северна Македония.

## География
Габрово е разположено в Струмишката котловина. Селото се намира в северното подножие на планината Беласица в областта Подгорие на 476 метра надморска височина. Южно от селото на река Бърлен е разположена каскада от три водопада, до който води екопътека. Каскадата е известна с общото име Габровски водопад, като най-внушителен е третият, най-високо разположен водопад.

## История
Селото е основано от анагност Драгое около църквата „Св. св. Архангели Михаил и Гавраил“, за която сръбският цар Стефан Душан издава специална грамота. Впоследствие се издига втора църква „Света Богородица“ и двата храма получават дарения от сръбския властел кесар Войхна и регионалния владетел деспот Йоан Углеша. През 1374/5 година Габрово с двете църкви е дарено от деспот Йоан Драгаш и брат му господин Константин на атонския манастир „Свети Пантелеймон“.
В края на ХVI век Габрово е в състава на нахия Уструмджа, лива Кюстендил. През 1591 година след смъртта на тимариота Мехмед четири части от селото са дадени като тимари от по 3000 акчета на Ахмед, син на бившия везир Пуртев паша, на Ферхад, син на Абдуллах, на Дауд, син на Осман и на Диване Ахмед, препоръчан от сандажкбея на Акерман.
През XIX век селото е чисто българско. Църквата „Свети Илия“ е от XIX век. В „Етнография на вилаетите Адрианопол, Монастир и Салоника“, издадена в Константинопол в 1878 година и отразяваща статистиката на населението от 1873 година, Габрово (Gabrovo) е посочено като село с 80 домакинства, като жителите му са 185 българи и 35 мюсюлмани. Според статистиката на Васил Кънчов („Македония. Етнография и статистика“) от 1900 година селото е населявано от 710 жители, от които 460 българи християни и 250 турци.
В началото на XX век цялото християнско население на селото е под върховенството на Цариградската патриаршия. По данни на секретаря на Българската екзархия Димитър Мишев („La Macédoine et sa Population Chrétienne“) през 1905 година в селото има 480 патриаршисти гъркомани. Там функционира гръцко училище.
Според Димитър Гаджанов в 1916 година в Габрово живеят 30 турци, а останалите жители на селото са българи.
Според преброяването от 2002 година селото има 399 жители.
Според данните от преброяването през 2021 година Габрово има 202 жители.
| Националност     | Всичко |
| северномакедонци | 178    |
| албанци          | 0      |
| турци            | 0      |
| роми             | 0      |
| власи            | 0      |
| сърби            | 0      |
| бошняци          | 0      |
| други            | 24     |

В Габрово има основно училище „Гоце Делчев“. Природна забележителност е водопадът на река Барлен.

## Личности
Родени в Габрово
- Атанас Нушков, български революционер, деец на ВМОРО и ВМРО
- Манол Пандевски (1925 – 1998), историк от Северна Македония
- Панде Брадев (? – 1905), български революционер от ВМОРО, ръководител на местния комитет, убит от турци платени от гръцката пропаганда, в отговор е убит гъркоманинът Никола Попкостакев в Струмица.[11]

Починали в Габрово
- Алекса Атанасов Арабаджиев (? – 1907) от Гевгели и Иван Стоев (? – 1907) от Смоймирово, български революционери, четници на ВМОРО, убити на 15 юли 1907 година в местността Кърлик край Габрово[12]